# Celestin Tomić
Fra Celestin Tomić (Dinko Bruno) (Lissa, 6 ottobre 1917 – Zagabria, 23 settembre 2006) è stato un biblista croato e francescano conventuale.

## Biografia
Ultimo di 13 figli, Dinko Bruno nacque il 6 ottobre 1917 nell'isola di Lissa (Vis) da genitori operai. Svolse i suoi studi dell'obbligo nell'isola di Lissa, entrò nell'Ordine Francescano Conventuale, dopo aver conosciuto alcuni frati facendo il chierichetto nella chiesa di S. Girolamo nella Penisola di Prirovo sull'isola di Lissa.

### Il periodo del seminario
Studente ventenne, nel 1929 Dinko Bruno lasciò il seminario dei Francescani Conventuali, all'epoca situate presso il convento sloveno di Ptuj -  il luogo in cui i chierici seguivano la loro formazione nell'unica provincia jugoslava di S. Girolamo. A Ptuj, trascorse 5 anni di scuola superiore, mentre nel 1934 divenne novizio nel convento di Zagabria dello Spirito Santo. In tale occasione, Dinko Bruno, come Francescano Conventuale, scelse Celestin (Rajko) come suo nome da religioso.

### Gli studi
Nel 1937 entrò nel collegio Cattolico Teologico di Zagabria. Dopo due anni, completò gli studi di filosofia. Nel frattempo, il 13 ottobre 1938, pronunciò i voti solenni, scegliendo definitivamente l'Ordine Francescano Conventuale. Dopo il quarto semestre del Collegio di Zagabria, nel novembre 1941, a causa delle difficoltà dovute alla guerra e alla carestia, insieme ai confratelli della sua provincia di S. Girolamo, fu inviato a continuare i suoi studi a Roma. Fu lì che, dopo pochi anni, completò i suoi studi di teologia alla scuola Pontificia di Teologia di S.Bonaventura. Nel frattempo, il 19 dicembre 1942, fu ordinato sacerdote a Roma.

### A Roma
Dopo aver completato gli studi regolari di teologia a Roma, sarebbe dovuto tornare nel suo paese di origine, ma il suo ritorno fu reso impossibile dall'occupazione in Italia nel 1943. Continuò dunque i suoi studi di specializzazione in teologia nella stessa università in cui aveva studiato in precedenza e gli fu conferito il Dottorato in Teologia il 19 ottobre 1945. In seguito alla decisione dell'allora supremo superiore dell'Ordine Francescano Conventuale, Fr. Bede Hessa, Americano, grande amico di alcuni professori dell'istituzione di studi biblici “Biblicum”, Fr. Celestin svolse studi biblici, anche se le sue personali preferenze andavano nella direzione di Liturgia Orientale. All'epoca c'erano molti religiosi croati a Roma che si specializzavano in studi biblici (il Gesuita Schmidt, i Francescani Augustinović e Melada), con i quali Fra Celestin strinse legami molto forti. Conseguì la sua Laurea al Biblicum il 5 luglio 1946, poi ritornò nel suo paese non appena terminate i suoi studi.

### Professore a Spalato
Nel 1947 si trasferì a Spalato per insegnare Sacre Scritture e lingue bibliche alla Scuola di Teologia fino al 1953. Come custode si trasferì a Zagabria dove, nel 1953, iniziò a insegnare e alcuni argomenti sulle Sacre Scritture alla Scuola Teologica. In numerose occasioni fu preside e vicepreside della suddetta Facoltà finché, nel 1988, andò in pensione. Fr. Celestin insegnò anche diverse materie bibliche all'Istituto Filosofico e Teologico della Società di Gesù a Zagabria, dal 1970 al 1994. Per tanti anni, ogni settimana, spiegò vari testi biblici alle novizie delle Sorelle Carmelitane a Vrhovec e alle Sorelle della Misericordia a Frankopanska, Zagabria.
| Controllo di autorità | VIAF (EN) 18069154 · ISNI (EN) 0000 0000 5731 1150 · SBN PUVV187129 · LCCN (EN) n97055834 · GND (DE) 121059952 · NSK (HR) 000100326 · CONOR.SI (SL) 37992291 |